# Венецианско-генуезки войни
Венецианско-генуезките войни са продължителен военен конфликт, състоящ се от 3 сблъсъка - в периода (1294 - 1381 г.) - между двете морски средиземноморски сили Република Генуа и Република Венеция за надмощие в източната част на Средиземно море и монополно положение в търговията с Ориента.
Войните са:
1. Венецианско-генуезка война (1294-1299)
2. Венецианско-турска война (1350-1355)
3. Венецианско-турска война (1378-1381)

Първите две войни се водят основно в Егейско море и от тях само втората е с подчертан победител - Генуа. Трета е в най-вече в Италия и завършва със съкрушителна победа за Венеция - флотата на Генуа е разбита в близост до град Киоджа. Въпреки първоначалното си надмощие, Венеция е постепенно измествана през вековете до този момент от своя конкурент и тенденцията се запазва и след него, но впоследствие и двете губят първостепенното си значение в търговията на Западна Европа (губейки малко по малко и териториите си на Изток), особено в резултат на откриването на нови пътища към Югоизточна Азия и Източна Африка и на съществуването на Новия свят.